# Boundary Park
Il Boundary Park è il principale stadio di Oldham, nella Greater Manchester, in Inghilterra. Si trova all'estremità nord-occidentale di Oldham, vicino alle città di Royton e Chadderton che si trovano immediatamente a nord e a ovest, rispettivamente, dando origine al nome Boundary Park. Esso era originariamente conosciuto come "il campo di atletica" quando è stato aperto nel 1896 come sede della prima squadra professionistica di calcio della città: l'Oldham County FC. Quando il County si dissolse nel 1899, il Pine Villa Football Club acquistò il terreno e cambiò il nome in Oldham Athletic. L'Oldham Athletic A.F.C. ha giocato le partite casalinghe in questo stadio sin dalla sua apertura. Gli Oldham Roughyeds hanno lasciato la loro sede tradizionale, Watersheddings, nel 1997 e si sono trasferiti a Boundary Park.